# NorthEast United Football Club 2020-2021
Questa voce raccoglie le informazioni riguardanti il NorthEast United nelle competizioni ufficiali della stagione 2020-2021.

## Organico

### Rosa
| N. |                       | Ruolo | Calciatore              |
| -- | --------------------- | ----- | ----------------------- |
| 1  | India (bandiera)      | P     | Subhasish Roy Chowdhury |
| 3  | India (bandiera)      | D     | Wayne Vaz               |
| 4  | India (bandiera)      | D     | Provat Lakra            |
| 5  | India (bandiera)      | D     | Gurjinder Kumar         |
| 6  | Mauritania (bandiera) | D     | Khassa Camara           |
| 7  | India (bandiera)      | C     | Ninthoinganba Meetei    |
| 8  | India (bandiera)      | C     | Imran Khan              |
| 10 | Uruguay (bandiera)    | C     | Federico Gallego        |
| 11 | Guinea (bandiera)     | A     | Idrissa Sylla           |
| 12 | India (bandiera)      | D     | Ashutosh Mehta          |
| 15 | India (bandiera)      | A     | V.P. Suhair             |
| 16 | Australia (bandiera)  | D     | Dylan Fox               |
| 19 | Belgio (bandiera)     | D     | Benjamin Lambot         |
| 20 | Portogallo (bandiera) | A     | Luís Machado            |

| N. |                     | Ruolo | Calciatore        |
| -- | ------------------- | ----- | ----------------- |
| 23 | India (bandiera)    | C     | Fanai Lalrempuia  |
| 25 | India (bandiera)    | D     | Nabin Rabha       |
| 26 | Giamaica (bandiera) | A     | Deshorn Brown     |
| 27 | India (bandiera)    | A     | Lalkhawpuimawia   |
| 29 | India (bandiera)    | D     | Nim Dorjee Tamang |
| 31 | India (bandiera)    | P     | Gurmeet Singh     |
| 43 | India (bandiera)    | C     | Pragyan Gogoi     |
| 44 | India (bandiera)    | P     | Nikhil Deka       |
| 45 | India (bandiera)    | C     | Lalengmawia       |
| 50 | India (bandiera)    | C     | Britto PM         |
| 51 | India (bandiera)    | P     | Sanjiban Ghosh    |
| 66 | India (bandiera)    | A     | Mashoor Shereef   |
| 77 | India (bandiera)    | C     | Rochharzela       |

### Altri giocatori
| N. |                  | Ruolo | Calciatore   |
| -- | ---------------- | ----- | ------------ |
| 9  | Ghana (bandiera) | A     | Kwesi Appiah |

| N. |  | Ruolo | Calciatore |
| -- |  | ----- | ---------- |

### Staff tecnico
- Khalid Jamil - Allenatore Interim
- Ivan Piñol - Vice allenatore
- Alison Kharsyntiew - Vice allenatore

## Calciomercato
| Acquisti | Acquisti                | Acquisti                            | Acquisti   |
| R.       | Nome                    | da                                  | Modalità   |
| -------- | ----------------------- | ----------------------------------- | ---------- |
| P        | Sanjiban Ghosh          | Chennaiyin                          | Definitivo |
| P        | Subhasish Roy Chowdhury |                                     |            |
| P        | Gurmeet Singh           |                                     | Svincolato |
| P        | Nikhil Deka             | Template:Calcio North East United B | Definitivo |
| D        | Gurjinder Kumar         | Mohun Bagan                         | Definitivo |
| D        | Nabin Rabha             | Shillong Lajong                     | Definitivo |
| D        | Khassa Camara           | Xanthī                              | Definitivo |
| D        | Benjamin Lambot         | Nea Salamis                         | Definitivo |
| D        | Dylan Fox               | C.C. Mariners                       | Definitivo |
| D        | Wayne Vaz               |                                     |            |
| D        | Rakesh Pradhan          |                                     |            |
| D        | Provat Lakra            |                                     |            |
| D        | Nim Dorjee Tamang       |                                     |            |
| D        | Ashutosh Mehta          | Mohun Bagan                         | Definitivo |
| C        | Rochharzela             | Aizawl                              | Definitivo |
| C        | Imran Khan              | NEROCA                              | Definitivo |
| C        | Federico Gallego        |                                     |            |
| C        | Ninthoinganba Meetei    |                                     |            |
| C        | Fanai Lalrempuia        |                                     |            |
| C        | Lalengmawia             |                                     |            |
| C        | Britto PM               | Mohun Bagan                         | Definitivo |
| C        | Pragyan Gogoi           | Kerala Blasters                     | Definitivo |
| A        | V.P. Suhair             | Mohun Bagan                         | Definitivo |
| A        | Lalkhawpuimawia         | Churchill Brothers                  | Definitivo |
| A        | Mashoor Shereef         | Chennai City                        | Definitivo |
| A        | Luís Machado            | Moreirense                          | Definitivo |
| A        | Kwesi Appiah            |                                     | Svincolato |
| A        | Idrissa Sylla           | Zulte Waregem                       | Definitivo |

| Cessioni | Cessioni                | Cessioni                            | Cessioni   |
| R.       | Nome                    | a                                   | Modalità   |
| -------- | ----------------------- | ----------------------------------- | ---------- |
| P        | Pawan Kumar             | Jamshedpur                          | Definitivo |
| P        | Soram Anganba           | TRAU                                | Definitivo |
| D        | Reagan Singh            | Chennaiyin                          | Definitivo |
| D        | Mislav Komorski         | Sesvete                             | Definitivo |
| D        | Gurwinder Singh         |                                     | Svincolato |
| D        | Pawan Kumar             |                                     | Svincolato |
| D        | Shouvik Ghosh           | TRAU                                | Definitivo |
| C        | Lalthathanga Khawlhring | Kerala Blasters                     | Definitivo |
| C        | Milan Singh             | East Bengal                         | Definitivo |
| C        | Simon Lundevall         |                                     | Svincolato |
| C        | Kai Heerings            | MVV                                 | Definitivo |
| C        | Nikhil Kadam            |                                     | Svincolato |
| C        | José Leudo              |                                     | Svincolato |
| C        | Rupert Nongrum          | Punjab FC                           | Definitivo |
| A        | Redeem Tlang            | FC Goa                              | Definitivo |
| A        | Andy Keogh              |                                     | Svincolato |
| A        | Martín Cháves           |                                     | Svincolato |
| A        | Dipu Mirdha             | Template:Calcio North East United B | Definitivo |

### Mercato invernale
| Acquisti | Acquisti      | Acquisti  | Acquisti   |
| R.       | Nome          | da        | Modalità   |
| -------- | ------------- | --------- | ---------- |
| A        | Deshorn Brown | Bengaluru | Definitivo |

| Cessioni | Cessioni       | Cessioni | Cessioni |
| R.       | Nome           | a        | Modalità |
| -------- | -------------- | -------- | -------- |
| D        | Rakesh Pradhan | Odisha   | Prestito |

#### Cambio di allenatore
| Allenatore in uscita | Motivo  | Dal            | Fino al         | Allenatore in entrata  | A partire dal   |
| -------------------- | ------- | -------------- | --------------- | ---------------------- | --------------- |
| Gerard Nus           | Esonero | 25 agosto 2020 | 12 gennaio 2021 | Khalid Jamil (Interim) | 12 gennaio 2021 |

## Risultati

### Indian Super League
| Arbitro: | Venkatesh R. |

|                         |           |  |
| 49’ (Rig.) Kwesi Appiah | Marcatori |  |

| Arbitro: | Bakshi R. |

|                                             |           |                                    |
| Sergio Cidoncha 5’ Gary Hooper 45+1’ (Rig.) | Marcatori | 51’ Kwesi Appiah 90’ Idrissa Sylla |

| Arbitro: | Crystal J. |

|                 |           |                          |
| Igor Angulo 43’ | Marcatori | 40’ (Rig.) Idrissa Sylla |

| Arbitro: | Kumar S. |

|                                               |           |  |
| Surchandra Singh 33’ (A.g.) Rochharzela 90+1’ | Marcatori |  |

| Arbitro: | Nagvenkar T. |

|                             |           |                                 |
| Juanan 13’ Udanta Singh 70’ | Marcatori | 4’ Rochharzela 78’ Luís Machado |

| Mormugao 13 dicembre 2020, ore 19:00 UTC+5:30 6ª giornata | NorthEast Utd | 0 – 0 referto | Chennaiyin | Tilak Maidan Stadium (0 spett.)\| Arbitro: \| Nagvenkar T. \| |
| Arbitro:                                                  | Nagvenkar T.  |               |            |                                                               |

| Arbitro: | Arumughan R. |

|  |           |                   |
|  | Marcatori | 53’ Aniket Jadhav |

| Arbitro: | Mondal P. |

|                                       |           |                                               |
| Diego Maurício 23’ Cole Alexander 67’ | Marcatori | 45+2’ Benjamin Lambot 65’ (Rig.) Kwesi Appiah |

| Arbitro: | Nagvenkar T. |

|                                            |           |  |
| Roy Krishna 51’ Benjamin Lambot 57’ (A.g.) | Marcatori |  |

| Arbitro: | Kumar Gupta R. |

|                                                   |           |                                                               |
| Federico Gallego 45’, Rig.’ Benjamin Lambot 45+2’ | Marcatori | 3’ Aridane Santana 36’ Joel Chianese 85’, 90+5’ Liston Colaco |

| Arbitro: | Nagvenkar T. |

|                  |           |                 |
| Luís Machado 27’ | Marcatori | 49’ Rahul Bheke |

| Arbitro: | Crystal J. |

|                   |           |                                      |
| Peter Hartley 89’ | Marcatori | 36’ Ashutosh Mehta 61’ Deshorn Brown |

| Arbitro: | Crystal J. |

|                                       |           |                 |
| Luís Machado 61’ Federico Gallego 81’ | Marcatori | 72’ Roy Krishna |

| Arbitro: | Nagvenkar T. |

|                    |           |                      |
| Adam le Fondre 85’ | Marcatori | 6’, 9’ Deshorn Brown |

| Arbitro: | Arumughan R. |

|                                        |           |                                         |
| Federico Gallego 41’ (Rig.) 83’ (Rig.) | Marcatori | 21’ Alexander Jesuraj 80’ Amarjit Singh |

| Mormugao 7 febbraio 2021, ore 15:00 UTC+5:30 18ª giornata | Hyderabad | 0 – 0 referto | NorthEast Utd | Tilak Maidan Stadium (0 spett.)\| Arbitro: \| Kundu H. \| |
| Arbitro:                                                  | Kundu H.  |               |               |                                                           |

| Arbitro: | Banerji P. |

|                                        |           |                  |
| Luís Machado 9’, 24’ Deshorn Brown 19’ | Marcatori | 45+1’ Brad Inman |

| Arbitro: | Banerji P. |

|                                                           |           |                                                            |
| Lallianzuala Chhangte 8’, 52’ Manuel Lanzarote 50’ (Rig.) | Marcatori | 14’ Imran Khan 43’ Deshorn Brown 90+4’ (Rig.) Luís Machado |

| Arbitro: | Kumar Gupta R. |

|                   |           |                                          |
| Sarthak Golui 86’ | Marcatori | 48’ V.P. Suhair 55’ (A.g.) Sarthak Golui |

| Arbitro: | Crystal J. |

|                                   |           |  |
| V.P. Suhair 34’ Lalengmawia 45+1’ | Marcatori |  |

### Semifinali
| Arbitro: | Crystal J. |

|                     |           |                         |
| Idrissa Sylla 90+4’ | Marcatori | 34’ David Joel Williams |

| Arbitro: | Kumar Gupta R. |

|                                          |           |                 |
| David Joel Williams 38’ Manvir Singh 68’ | Marcatori | 75’ V.P. Suhair |

### Andamento in campionato
| Giornata  | 1 | 2 | 3 | 4 | 5 | 6 | 7 | 8 | 9 | 10 | 11 | 12 | 13 | 14 | 15 | 16 | 17 | 18 | 19 | 20 | 21 | 22 |
| --------- | - | - | - | - | - | - | - | - | - | -- | -- | -- | -- | -- | -- | -- | -- | -- | -- | -- | -- | -- |
| Luogo     | C | T | T | C | T | C | C | T | X | T  | C  | C  | T  | X  | C  | T  | C  | T  | C  | T  | T  | C  |
| Risultato | V | N | N | V | N | N | P | N | X | P  | P  | N  | V  | X  | V  | V  | N  | N  | V  | N  | V  | V  |
| Posizione | 4 | 2 | 3 | 3 | 3 | 3 | 4 | 4 | 6 | 7  | 7  | 8  | 5  | 5  | 5  | 5  | 5  | 5  | 3  | 5  | 4  | 3  |

Legenda:

Luogo: C = Casa; T = Trasferta. Risultato: V = Vittoria; N = Pareggio; P = Sconfitta.